# Jacques Viaene
Jacques Viaene (Tourcoing, 25 settembre 1929 – 19 settembre 1962) è stato un pallanuotista francese.
Ha rappresentato la Francia alle Olimpiadi estive di Londra 1948.